# Таксодиевые (семейство)
Таксодиевые (лат. Taxodiaceae) — ныне упразднённый устаревший таксон хвойных растений, рассматривавшийся ранее в ранге семейства.
Последние исследования показали, что все растения этого семейства, за исключением рода Сциадопитис (Sciadopitys), должны быть объединены с кипарисовыми (Cupressaceae), поскольку нет ни одного постоянного признака, по которому эти семейства можно было бы различать. Генетические исследования также показывают близкие родственные связи.
Единственным исключением является род Sciadopitys, который генетически весьма отличен от остальных родов. Этот род решено было выделить в отдельное семейство — Сциадопитисовые (Sciadopityaceae).
В настоящее время большинство родов из упразднённого семейства Taxodiaceae помещены в несколько подсемейств в составе семейства Кипарисовые (Cupressaceae):
- Athrotaxidoideae Quinn — Атротаксисиевые
  - Athrotaxis — Атротаксис
- Cunninghamioideae (Sieb. & Zucc.) Quinn
  - Cunninghamia
- Sequoioideae (Luerss.) Quinn
  - Sequoia — Секвойя
  - Sequoiadendron — Секвойядендрон
  - Metasequoia — Метасеквойя
- Taiwanioideae (Hayata) Quinn
  - Taiwania — Тайвания
- Taxodioideae Endl. ex K.Koch — Таксодиевые
  - Taxodium — Таксодий
  - Glyptostrobus — Глиптостробус
  - Cryptomeria — Криптомерия